# Liste der FFH-Gebiete in der Stadt Augsburg
Die Liste der FFH-Gebiete in der Stadt Augsburg zeigt FFH-Gebiete der schwäbischen Stadt Augsburg in Bayern. Teilweise überschneiden sie sich mit bestehenden Natur-, Landschaftsschutz- und EU-Vogelschutzgebieten. Im Stadtgebiet befinden sich insgesamt vier und zum Teil mit den umliegenden Landkreisen überlappende FFH-Gebiete.
| Höh-, Hörgelau- und Schwarzgraben, Lechbrenne nördlich Augsburg |  | 7531-371 WDPA: 555521963 | Augsburg, Landkreis Aichach-Friedberg                                                  | Schmale, teilweise begradigte Bachläufe in landwirtschaftlicher Flur sowie Bachlauf und artenreiche Brenne im Lech-Auwald                                                                                 | ⊙ | 67,632    |  |
| Lech zwischen Landsberg und Königsbrunn mit Auen und Leite      |  | 7631-372 WDPA: 555521987 | Augsburg, Landkreis Augsburg, Landkreis Aichach-Friedberg, Landkreis Landsberg am Lech | Ausschnitt der Auen- und Niederterrassenlandschaft des Lechtals mit hoher Biotopdichte (Auwälder, Heideflächen, Extensivwiesen) und wertvollen Artvorkommen – durch Flussregulierung stark beeinträchtigt | ⊙ | 2.484,222 |  |
| Lechauen nördlich Augsburg                                      |  | 7431-301 WDPA: 555521931 | Augsburg                                                                               | Lechauengebiete mit Altwässern, Verlandungsbereichen, Fließgewässern, Hartholzauwäldern und Grauerlen-Niederwäldern, Halbtrockenrasengesellschaften auf Restflächen ursprünglicher Brennenbereiche        | ⊙ | 396,907   |  |
| Lechauen zwischen Königsbrunn und Augsburg                      |  | 7631-371 WDPA: 555521986 | Augsburg, Landkreis Aichach-Friedberg                                                  | Lechauen südlich Augsburg mit großflächigen Auwaldresten und Relikten der ehemals großflächigen Lechschotterheiden und des Wildflusses, artenreiches Grünland in den Randbereichen                        | ⊙ | 2.307,99  |  |
| Legende für Fauna-Flora-Habitat                                 |  |                          |                                                                                        | |   |           |  |